# Aspidosperma
Aspidosperma Mart. & Zucc., 1824 è un genere di piante della famiglia delle Apocinacee.

## Tassonomia

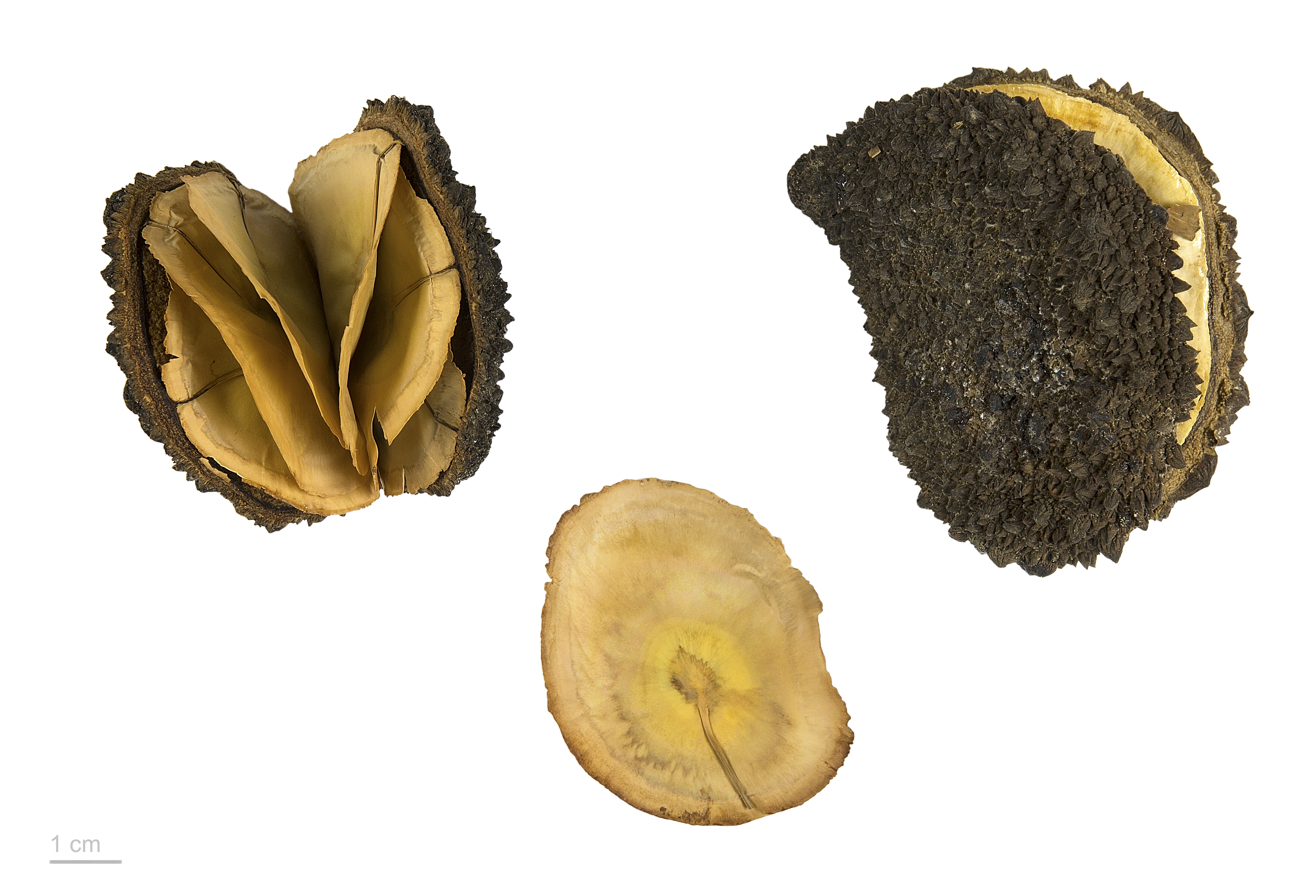
Aspidosperma carapanauba

Il genere comprende le seguenti specie:
- Aspidosperma album (Vahl) Benoist ex Pichon
- Aspidosperma araracanga Marc.-Ferr.
- Aspidosperma auriculatum Markgr.
- Aspidosperma australe Müll.Arg.
- Aspidosperma brasiliense A.S.S.Pereira & A.C.D.Castello
- Aspidosperma camporum Müll.Arg.
- Aspidosperma capitatum L.O.Williams
- Aspidosperma carapanauba Pichon
- Aspidosperma castroanum A.C.D.Castello
- Aspidosperma centrale Markgr.
- Aspidosperma confertiflorum A.C.D.Castello
- Aspidosperma crypticum J.F.Morales & N.Zamora
- Aspidosperma cuspa (Kunth) S.F.Blake ex Pittier
- Aspidosperma cylindrocarpon Müll.Arg.
- Aspidosperma dardanoanum J.W.Alves-Silva
- Aspidosperma darienense Woodson ex Dwyer
- Aspidosperma decussatum Woodson
- Aspidosperma desmanthum Benth. ex Müll.Arg.
- Aspidosperma discolor A.DC.
- Aspidosperma dispermum Müll.Arg.
- Aspidosperma duckei Huber
- Aspidosperma eburneum Allemão ex Saldanha
- Aspidosperma ellipsocarpum Duarte
- Aspidosperma eteanum Markgr.
- Aspidosperma excelsum Benth.
- Aspidosperma fendleri Woodson
- Aspidosperma flaviflorum Machate
- Aspidosperma formosanum Duarte
- Aspidosperma gehrtii Handro
- Aspidosperma gilbertii Duarte
- Aspidosperma glaucum Monach.
- Aspidosperma helstonei Donsel.
- Aspidosperma heringeri Duarte
- Aspidosperma huberianum A.S.S.Pereira
- Aspidosperma illustre (Vell.) Kuhlm. & Piraja
- Aspidosperma inundatum Ducke
- Aspidosperma leucocymosum Kuhlm.
- Aspidosperma limae Woodson
- Aspidosperma macrocarpon Mart.
- Aspidosperma macrophyllum Müll.Arg.
- Aspidosperma marcgravianum Woodson
- Aspidosperma megalocarpon Müll.Arg.
- Aspidosperma megaphyllum Woodson
- Aspidosperma multiflorum A.DC.
- Aspidosperma myristicifolium (Markgr.) Woodson
- Aspidosperma nanum Markgr.
- Aspidosperma neblinae Monach.
- Aspidosperma nemorale Handro
- Aspidosperma nigricans Handro
- Aspidosperma nobile Müll.Arg.
- Aspidosperma oblongum A.DC.
- Aspidosperma obscurinervium Azambuja
- Aspidosperma olivaceum Müll.Arg.
- Aspidosperma pachypterum Müll.Arg.
- Aspidosperma parvifolium A.DC.
- Aspidosperma pichonianum Woodson
- Aspidosperma polyneuron Müll.Arg.
- Aspidosperma pyricollum Müll.Arg.
- Aspidosperma pyrifolium Mart.
- Aspidosperma quebracho-blanco Schltdl. - quebracho
- Aspidosperma ramiflorum Müll.Arg.
- Aspidosperma reductum (Hassl.) Woodson
- Aspidosperma resonans H.J.Will. & Goyder
- Aspidosperma riedelii Müll.Arg.
- Aspidosperma rigidum Rusby
- Aspidosperma rizzoanum Scudeler & A.C.D.Castello
- Aspidosperma salgadense Markgr.
- Aspidosperma sandwithianum Markgr.
- Aspidosperma schultesii Woodson
- Aspidosperma spruceanum Benth. ex Müll.Arg.
- Aspidosperma steinbachii Markgr.
- Aspidosperma steyermarkii Woodson
- Aspidosperma subincanum Mart. ex A.DC.
- Aspidosperma tambopatense A.H.Gentry
- Aspidosperma thomasii Marc.-Ferr.
- Aspidosperma tomentosum Mart.
- Aspidosperma triternatum Rojas Acosta
- Aspidosperma ulei Markgr.
- Aspidosperma williamii Duarte